# Wulfing von Stubenberg

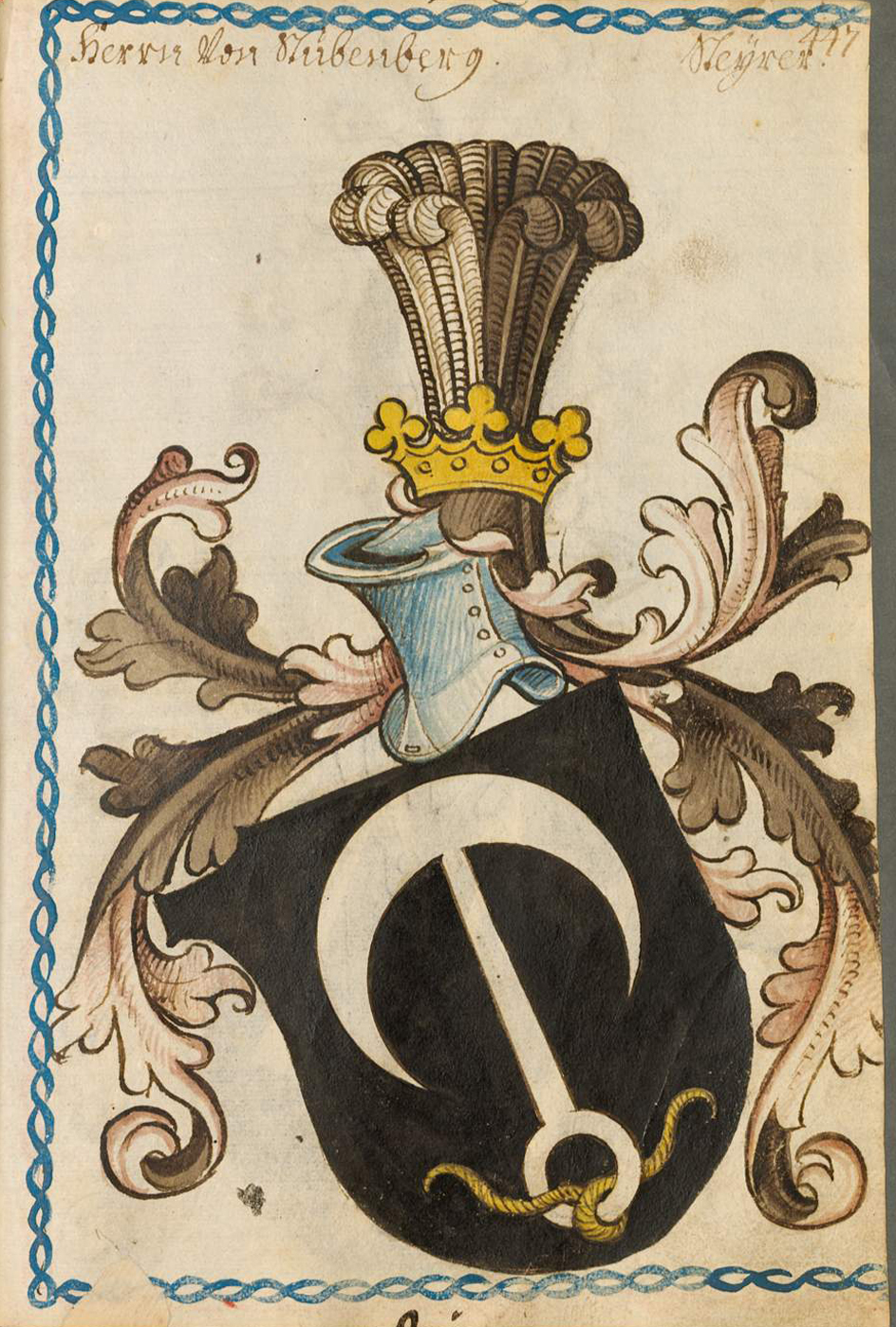
Stubenberg-Stammwappen aus dem Scheiblerschen Wappenbuch

Wulfing von Stubenberg, auch Wülfing von Stubenberg (* 1259 in Kapfenberg, Herzogtum Steiermark, Erzherzogtum Österreich; † 14. März 1318 in Bamberg, Hochstift Bamberg) war Dominikaner und Bischof von Lavant sowie Bischof von Bamberg.

## Herkunft und Werdegang
Wulfing entstammte dem obersteirischen Geschlecht der Stubenberg, das mit dem Haus Habsburg verwandt war. Seine Eltern waren der gleichnamige Wulfing von Stubenberg (ca. 1220–ca. 1280) und Elisabeth von Ortenburg (ca. 1225–nach 15. März 1287).
Wulfing erwarb die akademischen Grade eines Magisters und eines Doctor decretorum und ist 1273 als Pfarrer von Bruck an der Mur, 1278 als Hofkaplan des Salzburger Erzbischofs Friedrich von Walchen und 1288 als Dominikaner nachgewiesen. Später war er Prior des Klosters Friesach und bekleidete zugleich weiterhin das Amt des Pfarrers von Bruck.

### Bischof von Lavant
1290 war Wulfing zwar zum Erzbischof von Salzburg gewählt worden, erlangte aber keine Bestätigung. Nachdem Bischof Heinrich von Helfenberg nach Gurk versetzt worden war, wurde Wulfing von Stubenberg 1299 zu dessen Nachfolger in Lavant ernannt.

### Bischof von Bamberg
Nach dem Tod des Bischofs Leupold von Gründlach 1303 blieb der Bamberger Bischofsstuhl zunächst unbesetzt, da sich das Domkapitel nicht auf einen Kandidaten einigen konnte. Ein Teil des Kapitels wählte den Magister Gerlach von Wetzlar, Propst von Völkermarkt, der andere den Bamberger Dompropst Johannes von Muchel. Erst nachdem beide Elekten gegenüber dem Papst auf das Bischofsamt verzichtet hatten, da sie wegen Irregularitäten nicht mit einer Bestätigung im kanonischen Prozess rechnen konnten, entsandte Papst Benedikt XI. Wulfing von Stubenberg am 31. Januar 1304 nach Bamberg.
Während seiner Amtszeit wurden zahlreiche weltliche Pfarrsprengel in Klosterpfarreien umgewandelt. Vermutlich mit Wulfings Unterstützung entstanden 1310 in Bamberg ein Dominikaner- und ein Dominikanerinnenkloster. 1314 gründete er das Augustinerchorherrenstift Neunkirchen, das er 1317 aus der Jurisdiktion des Archidiakonats befreite. Einzelne Klöster erhielten Zehnt- und Steuerfreiheiten: 1308 das Zisterzienserkloster Langheim, 1313 das Benediktinerkloster Michelfeld und 1315 das Zisterzienserinnenkloster St. Theodor. Die anhaltende Verschuldung der Diözese konnte während Wulfings Amtszeit nicht verringert werden.
1305 ernannte Wulfing seinen Bruder Friedrich von Stubenberg zum Hauptmann der bambergischen Besitzungen in Kärnten.
Bischof Wulfing ist zusammen mit den Bamberger Bischöfen Eberhard I., Egilbert, Timo und Heinrich II. von Sternberg in einem Steinsarg bestattet, der an der Südwand der Krypta unter dem Ostchor des Bamberger Doms steht.